# Resolution 1215 des UN-Sicherheitsrates
Die Resolution 1215 des UN-Sicherheitsrats, verabschiedet am 17. Dezember 1998, verlängerte das Mandat der UN-Mission für das Referendum in der Westsahara (MINURSO) bis zum 31. Januar 1999. Die Parteien wurden aufgefordert, Maßnahmen für den Siedlungsplan zu ergreifen. Marokko und die Polisario-Front sollten das Flüchtlingsrückführungsprotokoll mit dem UN-Flüchtlingskommissar unterzeichnen. Marokko sollte zudem ein Abkommen über den Truppenstatus für die MINURSO-Einheiten abschließen. Der Generalsekretär sollte bis zum 22. Januar 1999 dem Sicherheitsrat über die Entwicklungen in der Westsahara berichten.